# Дукельський-Тесленко Юрій Володимирович
Юрій Володимирович Дукельський-Тесленко (30 травня 1924 — 14 липня 2006) — український палеоботанік, біостратиграф, палеогеограф, доктор геолого-мінералогічних наук, професор. Президент Українського палеонтологічного товариства (1989—2002), лауреат Державної премії України в галузі науки і техніки (1989), заступник голови Міжвідомчого стратиграфічного комітету України, голова комісії з термінології та номенклатури цього комітету. Під його керівництвом створено перший Стратиграфічний кодекс України (1997).
Наукові дослідження Ю. В. Тесленка охоплювали різні галузі геології, серед яких теоретичні основи стратиграфії осадових утворень, палеокліматичні реконструкції за палеоботанічними даними, питання палеофлористики, тафономії рослинних залишків. Автор понад 200 наукових робіт, серед яких сім монографій.